# ماكس هوب
ماكس هوب (بالألمانية: Max Hopp)‏ هو لاعب دارت ألماني، ولد في 20 أغسطس 1996 في إدشتاين في ألمانيا.

## وصلات خارجية
- ماكس هوب على موقع DartsDatabase.co.uk (الإنجليزية)